# Limnephilus soporatus
Limnephilus soporatus är en nattsländeart som beskrevs av Samuel Hubbard Scudder 1890. Limnephilus soporatus ingår i släktet Limnephilus och familjen husmasknattsländor. Inga underarter finns listade i Catalogue of Life.